# Бренвил (Мерт и Мозел)
Бренвил (фр. Brainville) насеље је и општина у североисточној Француској у региону Лорена, у департману Мерт и Мозел која припада префектури Брије.
По подацима из 2011. године у општини је живело 163 становника, а густина насељености је износила 16,43 становника/km². Општина се простире на површини од 9,92 km². Налази се на средњој надморској висини од 200 метара (максималној 216 m, а минималној 189 m).

## Демографија
| 1962. | 1968. | 1975. | 1982. | 1990. | 1999. | 2011. |
| ----- | ----- | ----- | ----- | ----- | ----- | ----- |
| 182   | 183   | 144   | 150   | 153   | 115   | 163   |

График промене броја становника у току последњих година